# FireFTP
FireFTP är en fri FTP-klient till Mozilla Firefox.
FireFTP är ett exempel på charityware: författaren uppmanar till donationer till föräldralösa barn i Sarajevo för att stödja fortsatt arbete.